# Marco Venerio Secundio
Marco Venerio Secundio fue un empresario romano que produjo obras de teatro en griego y latín, y custodio del templo de Venus en Pompeya.  Marco era liberto, un antiguo esclavo del templo de Venus que, tras su manumisión, se dedicó a organizar representaciones teatrales y musicales. Fue un éxito financiero, mejoró su posición social y ganó prestigio y riqueza. Marco vivió en el siglo I: nació probablemente a principios de la era cristiana y murió unos años antes de la erupción del Monte Vesubio en el 79. El análisis de sus restos sugiere que tenía unos 60 años cuando murió.  Su nombre aparece en el archivo de tablillas de cera de su contemporáneo, el banquero Cecilio Jucundo.  El descubrimiento de que Marco había realizado representaciones en griego es una fuerte evidencia de que el griego antiguo debe haber sido un idioma accesible, junto con el latín clásico entre la clase alta de la Antigua Roma. 

## Descubrimiento
Los restos de Marco fueron encontrados a principios de agosto de 2021 en una tumba espaciosa, que había sido abierta a mediados de julio durante las excavaciones en el área de la necrópolis de Porta Sarno en Pompeya. En ese momento, el área donde se encontró la tumba aún no estaba abierta al público.  Las excavaciones comenzaron en julio de 2021 bajo el liderazgo de Llorenç Alapont, catedrático de Prehistoria y Arqueología de la Universidad de Valencia. Los restos fueron descubiertos por Alapont y la arqueóloga Luana Toniolo, en colaboración con la antropóloga Valeria Amoretti del Parque Arqueológico de Pompeya. 

## Tumba y restos
La tumba consta de una celda de 1,6 x 2,4 metros dentro de un mausoleo más grande; la fachada del recinto tiene restos de frescos murales que muestran plantas verdes sobre fondo azul. El esqueleto de Marco, encontrado en la celda, estaba en buenas condiciones. Una pequeña parte del cuero cabelludo se había momificado, quedando todavía claramente visibles el pelo blanco y la oreja izquierda. Si fue producto de un proceso natural o si el resultado de un embalsamamiento son cuestiones que requieren más investigación.  La supervivencia de los restos de Marco es notable, ya que hasta el siglo II la práctica habitual entre los romanos era cremar a sus muertos.  El recinto también contenía dos urnas cinerarias, una de ellas perteneciente a una mujer llamada Novia Amabilis, probablemente la esposa de Secundio, y diversos artículos funerarios, como dos ungüentarios de vidrio y numerosos fragmentos de la tela en que fue envuelto el cuerpo y depositado en la celda. 

## Placa conmemorativa
En el frontón de la tumba se montó una placa conmemorativa de mármol que describe brevemente a Marco y sus actividades.  
| MVENERIVSCOLONIAE LꟾBSECVNDIOAEDITVVS VENERIS · AVGVSTÁLISETMIN EÓRVM · HICSOLVSLV́DOSGRAÉCOS ETLATꟾNOSQVADRIDVODEDIT |

| MARCUS VENERIUS COLONIAE LIBERTUS SECUNDIO AEDITUUS VENERIS AUGUSTĀLIS ET MINISTER EŌRUM HIC SOLUS LŪDOS GRAÉCOS ET LATINOS QUADRIDUO DEDIT |

| Marco Venerio, liberto de la colonia, Secundio, guardián del templo de Venus, Augustal y sirviente de ellos [los sacerdotes Augustales], aquí [en Pompeya], solo, toca en griego y latín durante cuatro días que dio. |

## Hipótesis
El equipo arqueológico de la Universidad de Valencia plantea la hipótesis de que Marco nació en Grecia o al menos sentía una gran debilidad por su arte y cultura. Esto podría explicar por qué produjo representaciones teatrales en griego y también podría explicar por qué sus restos no fueron cremados como los de sus dos familiares. Los griegos contemporáneos creían que  la vida después de la muerte sólo era posible si el cuerpo había sido enterrado. 